# فرانشا رايسا
فرانشا رايسا (بالإنجليزية: Francia Raisa) (ولدت في 26 يوليو 1988) ممثلة أمريكية، اشتهرت بظهورها في فيلم اجلبه: كل شيء أو لا شيء (2006)، وعن دورها في المسلسل التلفزيوني الدرامي الحياة السرية لمراهقة أمريكية، وحصلت عنه على جائزة غراسي ألن لأفصل نجمة صاعدة في مسلسل درامي أو خاص 2011، أحد أبرز أدوارها مشاركتها بطولة فيلم ما وراء الجنة (2016) مع الممثل ريان غوزمان و الممثلة دافني زونيغا

## روابط خارجية
- فرانشا رايسا على موقع IMDb (الإنجليزية)
- فرانشا رايسا على موقع ميتاكريتيك (الإنجليزية)
- فرانشا رايسا على موقع روتن توميتوز (الإنجليزية)
- فرانشا رايسا على موقع قاعدة بيانات الأفلام العربية
- فرانشا رايسا على موقع ألو سيني (الفرنسية)
- فرانشا رايسا على موقع تيرنر كلاسيك موفيز (الإنجليزية)
- فرانشا رايسا على موقع أول موفي (الإنجليزية)
- فرانشا رايسا على موقع قاعدة بيانات الفيلم (الإنجليزية)
- فرانشا رايسا على موقع كينوبويسك (الروسية)